# Gianluca Tiberti
Gianluca Tiberti, född den 24 april 1967 i Rom, Italien, är en italiensk idrottare inom modern femkamp.
Han tog OS-silver i lagtävlingen i samband med de olympiska tävlingarna i modern femkamp 1988 i Seoul.
Han tog därefter OS-brons i samma gren i samband med de olympiska tävlingarna i modern femkamp 1992 i Barcelona.